# Швигир, Крешимир
Крешимир Швигир (хорв. Krešimir Švigir; род. 20 декабря 1979, Загреб) — канадский и хорватский хоккеист, игравший на позиции центрального нападающего. Играл за сборную команду Хорватии.

## Карьера
В составе национальной сборной Хорватии, участник квалификационного турнира зимних Олимпийских игр 2006; участник чемпионатов мира 1999 (группа C), 2000 (группа C), 2001 (дивизион I), 2002 (дивизион I), 2003 (дивизион I), 2004 (дивизион II), 2005 (дивизион II), 2006 (дивизион I), 2007 (дивизион II), 2008 (дивизион I) и 2009 (дивизион I). В составе молодёжной сборной Хорватии участник чемпионатов мира 1997 (группа C) и 1999 (группа C). В составе юниорской сборной Хорватии участник чемпионатов Европы 1995 (группа C), 1996 (группа C).
Выступал за «Медвещак» (Загреб), «Загреб».